# Kloster SS. Trinitas de Refech
Das Kloster SS. Trinitas de Refech (auch Rephet) war eine Zisterzienserabtei im Nahen Osten, es befand sich etwa 20 Kilometer östlich vom See Genezareth in dem heute von Israel besetzten Golanhöhen. Das Kloster wurde bereits während der Kreuzzüge verlassen, als deren Mönche wohl 1188 nach Sizilien kamen.

## Geschichte
Das Kloster wurde erst 1187 als Tochterkloster der Zisterzienserabtei Balamand im heutigen israelisch besetzten Teil von Syrien errichtet. Es wurde auch vermutet, dass es in der Grafschaft Tripolis lag.
Nach dem Fall von Jerusalem aufgrund des Ausgangs der Schlacht bei Hattin (ebenfalls 1187) sollen die Mönche nach Sizilien geflüchtet sein. Aus diesem kurzen Zeitraum von nur wenigen Wochen oder Monaten der Existenz erklärt sich das Fehlen schriftlicher Belege über die Existenz des Klosters. Ob und wie lange das Kloster nach dem Abzug der Mönche noch bestand, ist ebenfalls nicht bekannt.
Den 1188 nach Sizilien entflohenen Mönchen wurde ein bereits 1170 auf Veranlassung von Ansaldo – er war Kastellan des Palazzo Reale in Palermo – wohl für Benediktiner erbautes Priorat Madonna di Rifesi zur Nutzung überlassen. Es befindet sich in einem südlichen Ausläufer der heutigen Gemeinde Palazzo Adriano (Metropolitanstadt Palermo), der Ort liegt acht Kilometer östlich von Burgio (heute Freies Gemeindekonsortium Agrigent).